# Ivan Raimi
Ivan Raimi (Royal Oak, 21 giugno 1956) è uno sceneggiatore e attore statunitense.
È fratello di Sam e Ted Raimi.

## Biografia
Figlio di Leonard Ronald Raimi e di Celia Barbara Abrams, è il maggiore dei tre fratelli Raimi: il regista e sceneggiatore Sam e il più giovane, l'attore Ted. Raimi si è laureato in medicina con specializzazione in osteopatia alla Michigan State University ed ha talvolta collaborato con il fratello Sam nella realizzazione dei suoi film.
La sua collaborazione più importante è stata quella di co-sceneggiatore de L'armata delle tenebre, il terzo capitolo della saga horror-splatter composta anche da La casa e da La casa 2. È stato inoltre coautore dell'adattamento fumettistico de L'armata delle tenebre per la Dark Horse Comics. Il suo lavoro si divide perciò tra l'industria dello spettacolo e la sua carriera di medico.
Prima di questi successi ha contribuito alla realizzazione di semplici cortometraggi assieme ai fratelli. Alcuni di questi erano amatoriali e sono stati prodotti nelle periferie del Michigan. Altri erano professionali come La città selvaggia. Hanno poi lavorato insieme alla sceneggiatura di The Nutt House, in cui il Dr. Raimi, ha anche partecipato come attore, con lo pseudonimo di Alan Smithee Sr.
Infine è stato co-sceneggiatore di Darkman nel quale recitava anche il fratello Ted. Ha creato la serie di corti per la televisione Spy Game e ha partecipato alla stesura della trama di Spider-Man 3, altro film diretto da Sam e interpretato da Ted.

## Filmografia

### Sceneggiatore
- Città selvaggia (Easy Wheels), regia di David O'Malley (1989)
- Darkman, regia di Sam Raimi (1990)
- The Nutt House, regia di Adam Rifkin (1992)
- L'armata delle tenebre (Army of Darkness), regia di Sam Raimi (1992)
- Spy Game - serie TV, 13 episodi (1997)
- Spider-Man 3, regia di Sam Raimi (2007)
- Drag Me to Hell, regia di Sam Raimi (2009)

### Attore
- It's Murder!, regia di Sam Raimi (1977)
- La casa (The Evil Dead), regia di Sam Raimi (1981)
- L'armata delle tenebre (Army of Darkness), regia di Sam Raimi (1992)
- Nude Bowling Party, regia di J. L. Williams (1995)